# União Desportiva Oliveirense
União Desportiva Oliveirense je portugalski nogometni klub iz gradića Oliveire de Azeméisa.
Utemeljen je 25. listopada 1922. godine.
Svoje utakmice klub igra igralištu Estadio Carlos Osório, kapaciteta 4000 gledatelja.
Klupske boje (prema grbu) su crvena, uz indigo, bijele i crne detalje.

## Vanjske poveznice
- Klupske stranice  Arhivirana inačica izvorne stranice od 10. studenoga 2006. (Wayback Machine)